# ベテランズ委員会
ベテランズ委員会（ベテランズいいんかい, Veterans Committee）は、現役を引退してから20年以内（資格を取得してから15年以内）にBBWAAによってアメリカ野球殿堂入り選手に選ばれなかった選手の殿堂入り審査を行う団体。BBWAAでは選考対象にならない発展貢献者・監督・審判員や、時にはニグロリーグ関係者まで、広範囲の選出を行う重要な任務を担っており、75%以上に達した得票者が選出される。過去半世紀に渡り、様々な形態の組織構造に変化してきた。現在は3つの時代に分け、各時代の投票を3年おきに実施している。

## 歴史
まずケネソー・ランディスコミッショナーが19世紀の選手を選出するために1939年に オールドタイマー委員会 を設立し、同年に委員会は5人の選手をメンバーに選出した。1944年にランディスが亡くなると、同年に彼もメンバーに選出した。その後に23のメンバーを追加した。
1953年にベテランズ委員会の名称で初めて11人のメンバーが集まり、最初の投票で6選手を選出した。1955年以降は奇数年に2人まで選出した。
フランキー・フリッシュとビル・テリーが1970年から1976年まで選出した、2人がかつて所属していたチーム（ニューヨーク・ジャイアンツやセントルイス・カージナルス）の選手8人（ジェシー・ヘインズ、デイブ・バンクロフト、ルーブ・マーカード、チック・ヘイフィー、ロス・ヤングス、ジョージ・ケリー、ジム・ボトムリー 、フレディ・リンドストロム）はビル・ジェームズらによって、いずれも他の選手に比べて目立たない成績にもかかわらず、フリッシュの影響力によって選出されたと強く批判されている。
フリッシュが亡くなり、テリーが委員会を去った後の1982年に体制が刷新され、正常化した。
2001年8月6日にメンバーが変更された。それまでの引退選手や有識者15人の選考委員を排除し、存命する殿堂入り選手や監督、存命するフォード・フリック賞（アナウンサーの賞）受賞者、存命するJ.G.テイラー・スピンク賞（記者や編集者の賞）受賞者など投票者を大幅に増やした。
2003年と2007年に競技者と非競技者、2005年に競技者の選考を行ったが、3回連続で1人も選出されなかった。そのためにほぼ2001年以前の構成に戻された。
2007年12月に殿堂入り選手や殿堂入り発展貢献者、メディア関係者を含む16人の委員会は、オーナーやゼネラルマネージャー、選手会代表などの発展貢献者部門と監督・審判員部門で各10人を候補として再び投票を行い、12月3日に新たな殿堂入りとして5人が発表された。
2008年に殿堂入り選手の投票を2年ごとに、監督・審判員・発展貢献者の投票を4年ごとに行うシステムに変更された。
2010年6月26日に新たなプロセスが発表された。1871年から1946年（統合前）、1947年から1972年（黄金期）、1973年以降（拡張期）の3時代に区切り、選手、監督、審判員、発展貢献者を一括りにし、候補者は3年おきに変更されることが決まった。統合前は候補者10人で最大4人まで投票が可能（0人も可）、黄金期は候補者10人で最大5人まで投票が可能（0人も可）、拡張期は候補者12人で最大5人まで投票が可能（0人も可）となっている。2010年は拡張期、2011年は黄金期、2012年は統合前の投票が実施された。
2016年に新たな選考方法が発表された。これまでは3つの時代に区切っていたが、2017年以降は4つの時代に区切って選考することとなった。
- 1871年～1949年 Early Baseball
- 1950年～1969年 Golden Days
- 1970年～1987年 Modern Baseball
- 1988年～　　　　Today's Game

選考された選手
- 2017年　Today's Game （選出者：ジョン・シャーホルツ、バド・セリグ）
- 2018年　Modern Baseball （選出者：ジャック・モリス、アラン・トランメル）
- 2019年　Today's Game（選出者：リー・スミス、ハロルド・ベインズ）
- 2020年　Modern Baseball（選出者：テッド・シモンズ、マービン・ミラー）
- 2021年　新型コロナウイルス感染症のパンデミックにより延期[2]
- 2022年　Early Baseball　Golden Days（選出者：バック・オニール、バド・ファウラー、ミニー・ミノーソ、ギル・ホッジス、ジム・カート、トニー・オリバ）

2022年に選考方法が一新された。これまでは4つの時代に区切っていたが、2023年以降は1979年以前のClassic Baseball Eraと1980年以後のContemporary Baseball Eraに区切って選考することとなった。
今後の選考スケジュール
- 2023年　Contemporary Baseball Era Players（選出者：フレッド・マグリフ）
- 2024年　Contemporary Baseball Era non-players（選出者：ジム・リーランド）
- 2025年　Classic Baseball Era（選出者：デーブ・パーカー、ディック・アレン[3]）
- 2026年　Contemporary Baseball Era Players
- 2027年　Contemporary Baseball Era non-players
- 2028年　Classic Baseball Era

## 資格要件
- 野球界の不適格リストには含まれない10年以上プレーした選手で、引退してから21年以上経過している。
- 10年以上監督や審判員を務め、引退してから5年以上経過している（65歳以上の候補者は引退6か月以上経過）。
- 発展貢献者は引退してから5年以上が経過している。65歳以上で現役の場合は候補検討の対象となる。